# Matthew Mbuta
Andongoncho "Matthew" Mbuta (nacido el 21 de diciembre de 1985 en Yaundé, Camerún) es un futbolista de Red Bull New York. 

## Fútbol profesional
Debutó en el fútbol profesional con el PWD de Bamenda, un equipo de la Primera División de Camerún. En su primera temporada con el club, Mbuta anotó doce goles en veinte partidos y fue elegido tercer mejor jugador del campeonato. En cuatro partidos de la Copa CAF del 2005 Mbuta anotó otros cinco goles. Tras su paso exitoso por el PWD de Bamenda, Mbuta fichó con el DPMM FC de Malasia en 2006. Con el DPMM FC jugó de media punta o segundo delantero, anotando tres goles en ocho partidos. 
Tras sus actuaciones en Malasia varios clubes ingleses se fijaron en Mbuta. Tuvo pruebas con West Ham United y Arsenal FC antes de fichar por Crystal Palace Baltimore de la USL Second Division en Estados Unidos. Tras dos exitosas temporadas con Crystal Palace, varios clubes de la Major League Soccer se fijaron en Matthew. Al fin de la temporada 2008, el Red Bull New York compró los derechos sobre Mbuta. Mbuta debutó con el club el 15 de septiembre de 2008, anotando un gol en su primer partido.

## Internacional
Mbuta ha representado a Camerún al nivel juvenil y al nivel sub-23. Debutó con la selección mayor de su país el 9 de febrero de 2011 en la victoria sobre su par de Macedonia en Skopje, siendo Mbuta el autor del gol del triunfo camerunés.

## Estadísticas
| Liga                | Partidos | Goles |
| ------------------- | -------- | ----- |
| USL Second Division | 36       | 9     |
| Major League Soccer | 3        | 1     |